# Ameisenstraße

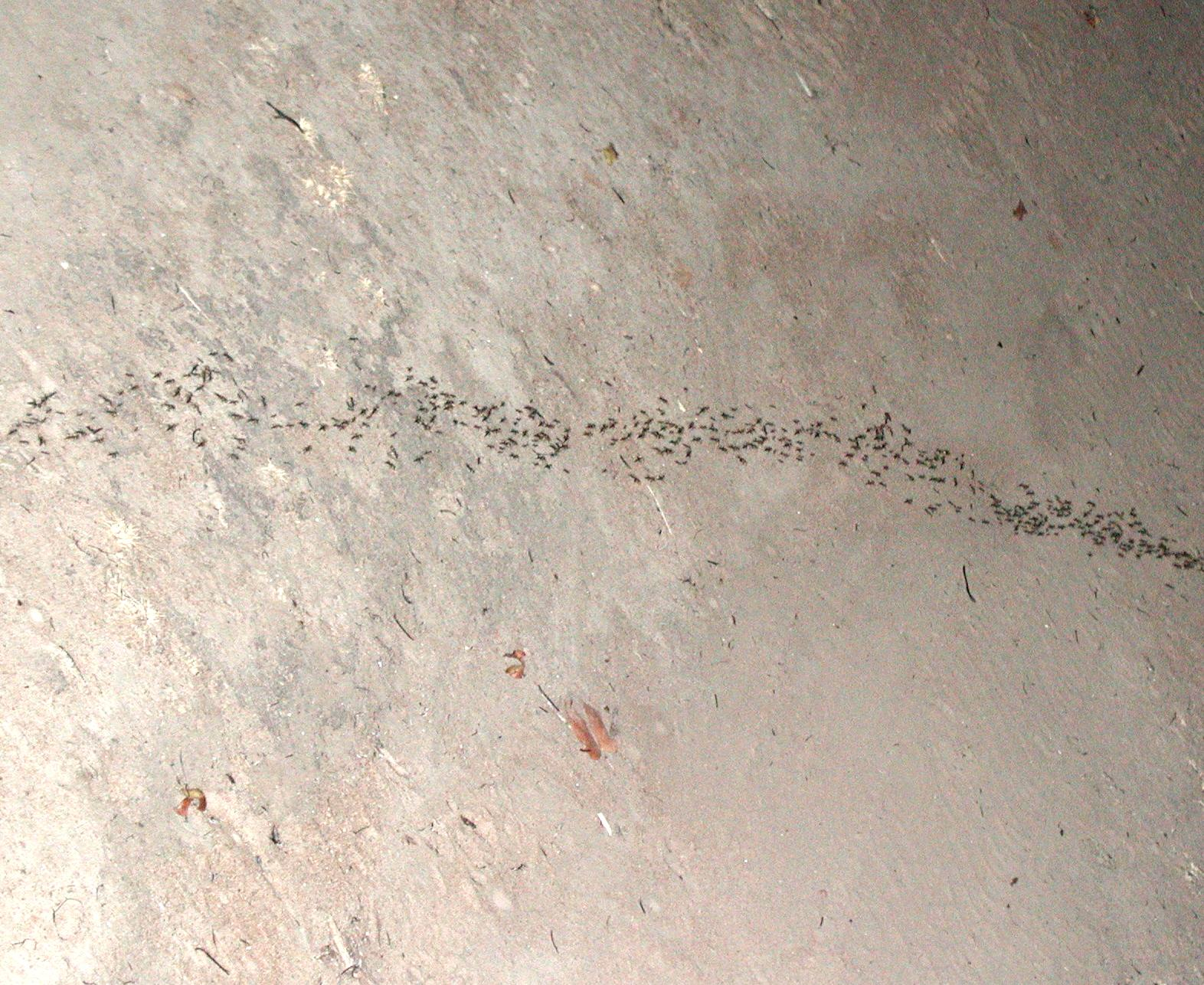
Ameisenstraße

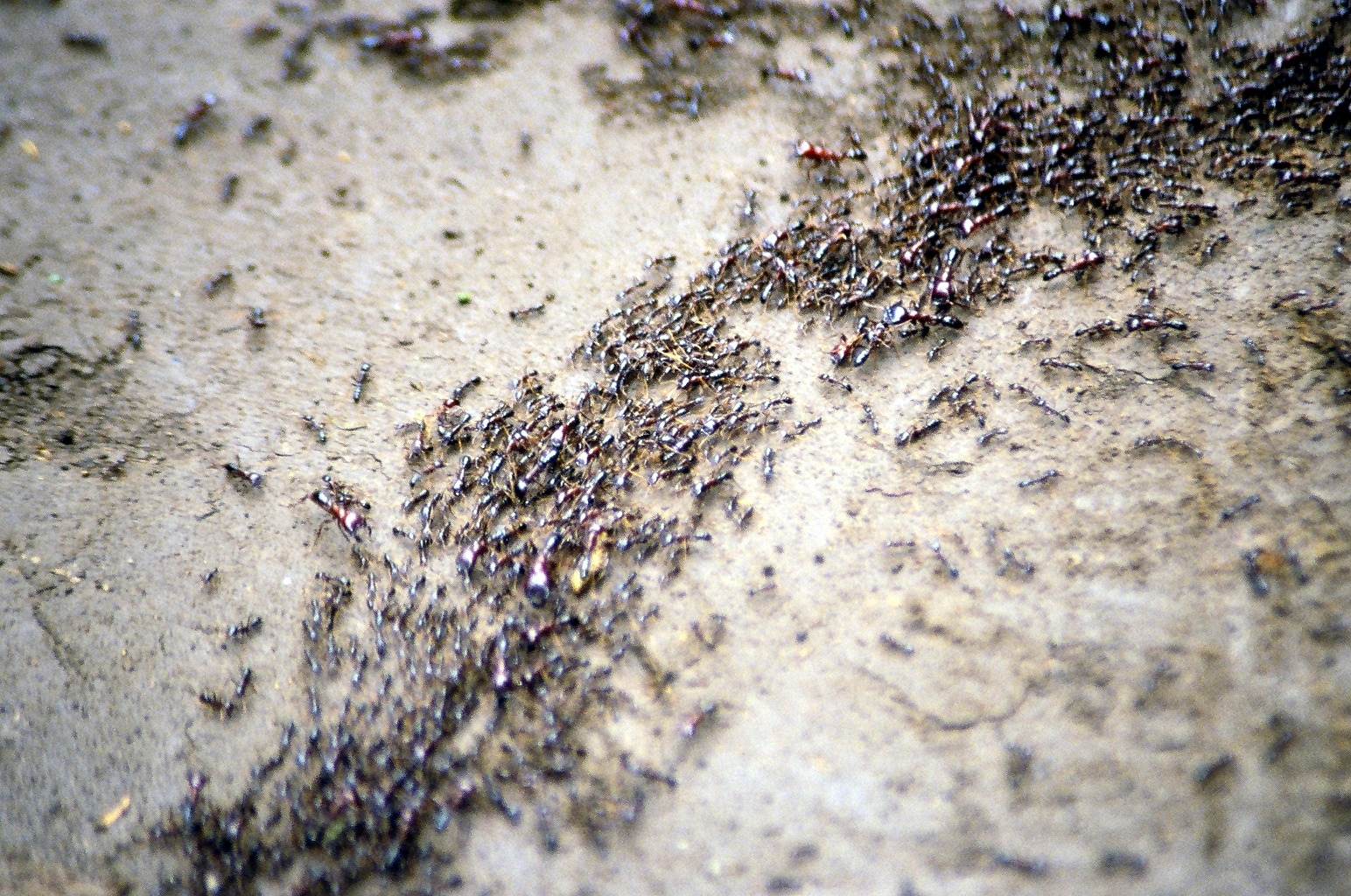
Ameisenstraße aus der Nähe betrachtet

Eine Ameisenstraße ist eine Strecke, die von vielen Ameisen benutzt wird, um z. B. Nahrung in den Bau zu transportieren.

## Markierung durch Duftstoffe
Ameisenstraßen werden durch Duftstoffe (Pheromone) markiert. Wird von einer Ameise eine Nahrungsquelle entdeckt, begibt sie sich auf den Rückweg zum Ameisenbau und spritzt unterwegs eine Duftspur aus. Am Ameisenbau angekommen, würgt sie Teile der Nahrung hervor und verteilt sie an andere Ameisen. Derart angeregt, machen sich die anderen Ameisen ebenfalls auf den Weg und folgen der existierenden Duftspur. Auf dem Heimweg markieren sie ihrerseits den Weg mit Duftstoffen, so dass der Weg umso stärker duftet, je mehr Ameisen ihm folgen. Das ermöglicht es den Tieren auch, dynamisch die für sie kürzeste Strecke zu finden: Auf Umwegen brauchen sie mehr Zeit vom Start zum Ziel, so dass in derselben Zeit weniger Duftmarken gesetzt werden können als auf einer direkten Verbindung.
Dieses Verfahren ist das heuristische Modell für den Ameisenalgorithmus.

## Verhalten an Engpässen
Forscher aus Belgien und Frankreich haben herausgefunden, dass es bei Ameisen keinen Stau gibt – egal wie viele Ameisen unterwegs sind. Zur Untersuchung des Verhaltens der Ameisen bauten die Wissenschaftler zwei unterschiedliche Teststrecken für zwei verschiedene Ameisengruppen auf. Bei der ersten Strecke befand sich zwischen Nest und Futterquelle eine breite Brücke, bei der anderen Strecke stand den Ameisen dagegen lediglich ein schmaler Steg zur Verfügung, auf dem sich nur zwei Ameisen aneinander vorbeibewegen konnten. Das Ergebnis der Untersuchung war, dass es beide Gruppen in derselben Zeit schafften, etwa gleich viel Futter ins Nest zu tragen.
Die Ameisengruppe, die über den schmalen Steg laufen musste, zeigte dabei eine bemerkenswerte Verhaltensweise: Neu ankommende Insekten warteten gemeinsam, bis der Gegenverkehr über den schmalen Steg gelaufen war. Anschließend ging die wartende Gruppe geschlossen los, während sich auf der anderen Seite wieder ein Pulk bildete. Die Wissenschaftler konnten bei ihren Beobachtungen keine Zusammenstöße feststellen.

## Belege
1. ↑  Reisezeit: Auf Ameisenstraßen gibt es keinen Stau. Abgerufen am 26. Mai 2021.